# Mantalo
Pour les articles ayant des titres homophones, voir Mentalo et Menthe à l'eau.
Mantalo (Jabberjaw) est une série télévisée d'animation américaine en 16 épisodes de 23 minutes produite par les studios Hanna-Barbera et diffusée entre le 11 septembre et le 18 décembre 1976 sur le réseau ABC.
En France, la série a été diffusée pour la première fois le 1er mars 1978 sur TF1 dans l'émission Les Visiteurs du mercredi, puis rediffusée en août 1980 toujours  dans Les Visiteurs du mercredi ainsi qu'en décembre 1980 dans Les Visiteurs de Noël, en 1982 sur TF1 dans Croque-vacances, du 8 novembre 1999 à 2003 sur Cartoon Network puis entre 2003 et 2008 sur Boomerang.

## Synopsis
Mantalo, gentil requin naïf et gaffeur dont l'expression préférée est « Ouyouyouyouyouye ! », est le batteur du groupe musical Les Neptunes. Il vit dans un monde sous-marin futuriste fait de villes sous cloches, d'humains, de robots-serviteurs et d'étranges créatures aquatiques. Au cours de leur tournées musicales de ville en ville, Mantalo et ses amis vont devoir, malgré eux, déjouer des complots et arrêter des bandits. 

## Personnages principaux
- Mantalo : le requin gentil et toujours en quête de reconnaissance, est le batteur du groupe. Malgré son manque de courage, il réussit souvent, bien malgré lui, à repousser les attaques de vilaines créatures.
- Bill : le guitariste brun, est le meneur du groupe.
- Toufou : le rouquin, joue de la contrebasse. Il est l'acolyte de Mantalo.
- Bouclette : la claviste du groupe, est une blonde naïve au rire bêta.
- Shelly : la brune au tambourin. Elle a mauvais caractère et ne cesse de traiter Mantalo de « grosse baudruche ».

## Fiche technique
- Titre original : Jabberjaw
- Titre français : Mantalo
- Réalisation : Charles A. Nichols
- Scénario : Paul Sommer, Kay Wright
- Direction artistique : Don Jurwich, Michael O'Connor[1], Iraj Paran
- Musique : Hoyt S. Curtin, Paul De Korte
- Production : Joseph Barbera, William Hanna, Alex Lovy, Iwao Takamoto
- Société de production : Hanna-Barbera Productions
- Nombre d'épisodes : 16 (1 saison)
- Durée : 30 minutes
- Dates de première diffusion : 
  -  États-Unis : 11 septembre 1976 sur ABC
  -  France : 1er mars 1978 sur TF1

## Distribution

### Voix originales
- Frank Welker : Jabberjaw Shark (Mantalo en VF)
- Tommy Cook : Biff Starke (Bill en VF)
- Barry Gordon : Cleveland « Clam-Head » Rogers (Toufou en VF)
- Julie McWhirter :	Bubbles Blowton (Bouclette en VF)
- Patricia Parris :	Shelly LaMarine
- Don Messick, Janet Waldo : voix additionnelles

### Voix françaises
- Raoul Delfosse : Mantalo
- François Leccia : Bill
- Gérard Hernandez : Toufou
- Monique Thierry : Bouclette
- Sylvie Feit : Shelly
- Francis Lax, Philippe Dumat, Albert Augier : voix additionnelles

## Épisodes
1. L'Infâme Docteur Lo (Dr. Lo Has Got to Go)
2. Vive le grand air (There's No Place Like Outer Space)
3. À toi, Mantalo ! (Run, Jabber, Run)
4. Adieu, Atlantide (Atlantis Get Lost)
5. La Pieuvre (The Sourpuss Octopus)
6. Accroche-toi, Mantalo ! (Hang Onto Your Hat, Jabber)
7. Le Grand Requin (The Great Shark Switch)
8. À la tienne, Mantalo ! (Claim-Jumped Jabber)
9. Mantalo et les voleurs (Ali Jabber and the Secret Thieves)
10. Mantalo et le fantôme (Help, Help, It's the Phantom Kelp)
11. La Machine à remonter le temps (No Helpin' the Sculpin)
12. Le Triangle des Bermudes (The Bermuda Triangle Tangle)
13. Le Robot (Malice in Aqualand)
14. Le Microbe (The Fast-Paced Chase Race)
15. Le Piranha (The Piranha Plot)
16. Le Tyran (There's No Heel Like El Eel)

## Autour de la série
- Le personnage principal, un requin, a été inspiré de l'énorme succès du film Les Dents de la mer (Jaws), sorti un an avant la série, en 1975.
- Toufou ressemble beaucoup à Sammy Rogers dans Scooby-Doo, série également produite par Hanna-Barbera.
- La version originale américaine comporte des rires pré-enregistrés, comme c'est le cas de nombreuses séries Hanna-Barbera.
- Mantalo apparait dans l'épisode 14 de la saison 1 de Scooby-Doo : Mystères associés, La Finale des amateurs de mystère.
- Ce dessin animé n'est pas à confondre avec Misterjaw (en).

## Produits dérivés (France)

### Bandes dessinées
- Mantalo est paru en bandes dessinées dans Télé Junior, Télé Parade et Télé BD.

### Disques45 tours
- Mantalo, Nos amis de la télé no 19, CBS